# 藩市杂岩

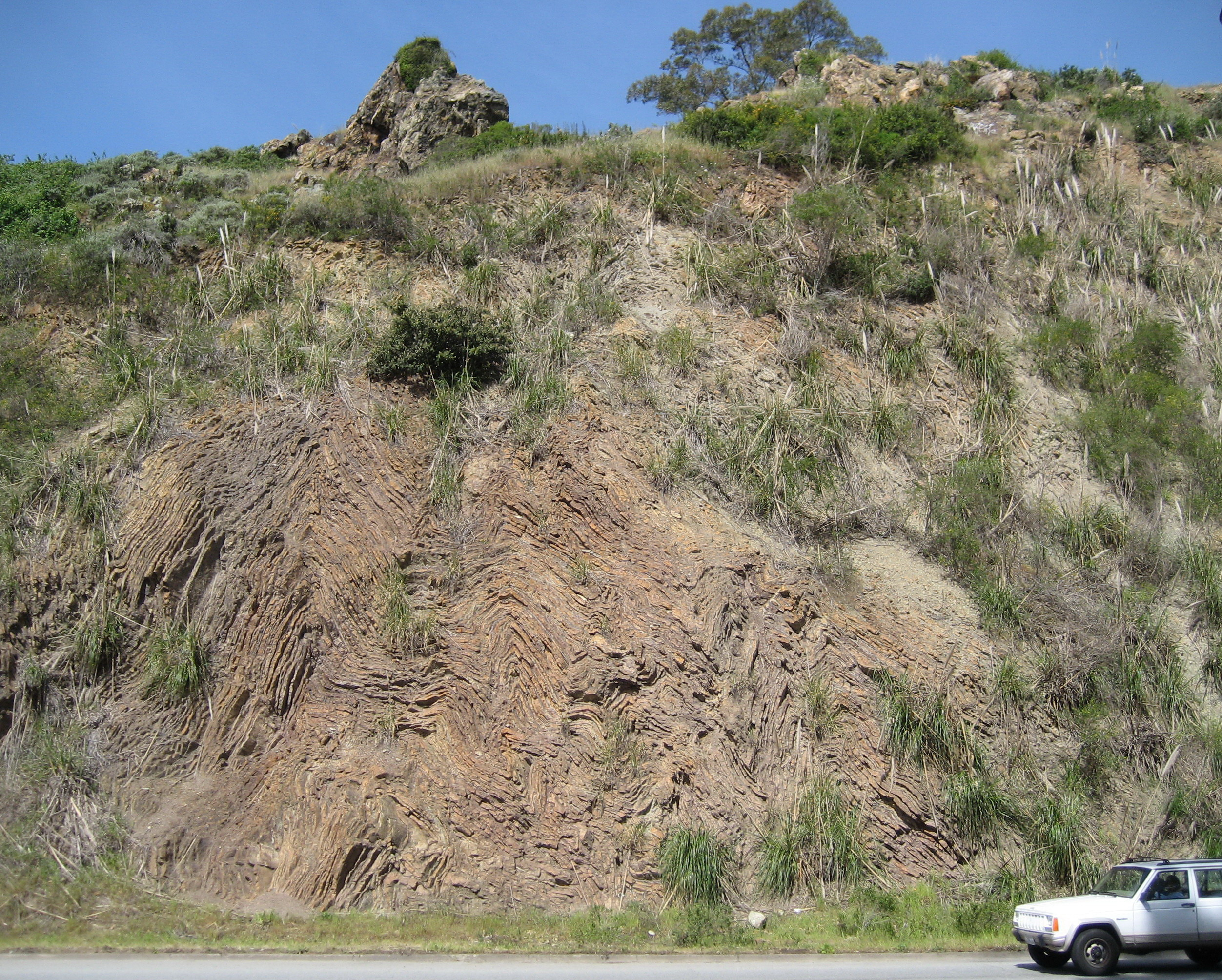
路堑显示方济会燧石岩石，格伦峡谷公园，旧金山，加利福尼亚。

藩市杂岩（英語：Franciscan complex）
是指在美國加利福尼亚州海岸山脉的混杂沉积（英語：melange）。
它的組成以輕度变质的杂砂岩（英語：graywacke）、页岩和砾岩为主，並夾有燧石、玄武岩、石灰岩、蛇纹岩，以及高压、低温变质的蓝片岩和榴辉岩。
藩市杂岩基本是由变质和变形岩石的组合，它的成因与北美西海岸的中生代东倾俯冲带有关。当时加利福尼亚大陆边缘存在一条中生代深海海沟。这条海沟是中生代的法拉隆（英語：Farallon）洋壳板块，向北美大陆板块俯冲造成的。首先洋底玄武岩和沉积物隨洋壳板块向下俯冲。后又被仰冲到大陆板块下方，这导致大范围变形，产生逆冲断层和褶皱，引起高压-低温区域变质作用。